# Bartsia canescens
Bartsia canescens là loài thực vật có hoa thuộc họ Cỏ chổi. Loài này được Wedd. mô tả khoa học đầu tiên năm 1860.